# Bruno Valverde
Bruno Valverde (Lorena, 8 de outubro de 1990) é um baterista brasileiro. Atualmente, é integrante da banda Angra e toca na banda do guitarrista Kiko Loureiro.
Também é professor de bateria e tem mais de 120 mil inscritos no seu canal do YouTube.

## Carreira
Bruno Valverde iniciou seus estudo na bateria aos 9 anos de idade.
Em 2005, aos 15 anos, venceu a etapa São Paulo do Odery & Modern Drummer.
Em 2011, foi baterista oficial da turnê do vocalista Germán Pascual (ex-vocalista da banda Narnia) no Brasil. No mesmo ano, atuou na banda Suprema e dividiu o palco com os suecos do Evergrey.
Em 2012, foi apresentado a Kiko Loureiro e foi convidado a se apresentar no “Stay Heavy Metal Stars” e posteriormente foi integrado ao Kiko Loureiro Trio, com o baixista Felipe Andreoli.
Em maio de 2014, passa a integrar a banda Angra, substituindo o baterista Ricardo Confessori. Bruno assumiu as baquetas a partir de 19 de junho, para a turnê europeia que começou em Milão, na Itália.
No final de 2018, participa do EP Sphinx do guitarrista brasileiro Lucas Ray.
No início de 2022, toca no projeto Smith/Kotzen, de Richie Kotzen (The Winery Dogs) e Adrian Smith (Iron Maiden), na turnê da banda nos EUA e no Reino Unido, que viriam a gerar o álbum Better Days… And Nights.
Em abril de 2022, substituiu Eloy Casagrande, que fraturou a perna direita durante um show, em três shows restantes da turnê do Sepultura pela América do Norte.
No final de 2023, se reuniu com ex-membros da banda Sons of Apollo, o guitarrista Ron “Bumblefoot” Thal e o tecladista Derek Sherinian, além do vocalista croata Dino Jelusick (Whitesnake) e o baixista japonês Yas Nomura (The Resonance Project) para montar a super banda Whom Gods Destroy. O primeiro single saiu em janeiro de 2024 e o álbum Insanium em março.
Entre junho e agosto de 2024, se une a Kiko Loureiro em sua turnê pelo Brasil.
Em 2024, foi indicado no prêmio anual da conceituada revista estadunidense de bateria Modern Drummer na categoria "Up & Coming" (revelação).

### Discografia
Angra
- Secret Garden (2014)
- Ømni (2018)
- Cycles of Pain (2023)